# 11672 Cuney
11672 Cuney eller 1998 BC15 är en asteroid i huvudbältet som upptäcktes den 24 januari 1998 av NEAT vid Haleakalā-observatoriet. Den är uppkallad efter Bruce och Dana Cuney.
Asteroiden har en diameter på ungefär 6 kilometer.